# Argia calida
Argia calida là một loài chuồn chuồn kim trong họ Coenagrionidae.
Argia calida is in 1861 voor het eerst wetenschappelijk beschreven door Hagen.